# Megalognatha cruciata
Megalognatha cruciata es una especie de insecto coleóptero de la familia Chrysomelidae.
Fue descrita científicamente en 1883 por Martin Jacoby.